# 郑凡 (政治人物)
郑凡（1953年9月14日—），男，汉族，籍貫台湾桃园，中华人民共和国政治人物，台湾民主自治同盟中央委员会常务委员、云南省委员会主任委员、云南省台湾同胞联谊会会长、云南省社会科学院院长助理、第十一届全国政协委员。

## 生平
2008年，当选第十一届全国政协委员，代表台湾民主自治同盟，分入第十三组。